# Gmina Hillerød (1970–2006)
Gmina Hillerød (duń. Hillerød Kommune) – w latach 1970-2006 (włącznie) jedna z  gmin w Danii w okręgu Frederiksborg Amt. Siedzibą władz gminy było miasto Hillerød. 
Gmina Hillerød została utworzona 1 kwietnia 1970 r. na mocy reformy podziału administracyjnego Danii. Po kolejnej reformie w 2007 r. weszła w skład nowej gminy Hillerød.

## Dane liczbowe
- Liczba ludności: (♀ 18 148 + ♂ 19 143) = 37 291
  - wiek 0-6: 9,4%
  - wiek 7-16: 14,0%
  - wiek 17-66: 64,1%
  - wiek 67+: 12,5%
- zagęszczenie ludności: 282,5 osób/km² (2004)
- bezrobocie: 3,4% osób w wieku 17-66 lat
- cudzoziemcy z UE, Skandynawii i USA: 147 na 10.000 osób
- cudzoziemcy z krajów Trzeciego Świata: 297 na 10.000 osób
- liczba szkół podstawowych: 9 (liczba klas: 206)